# Machado
Machado là một đô thị thuộc bang Minas Gerais, Brasil. Đô thị này có diện tích 583,752 km², dân số năm 2007 là 39109 người, mật độ 65 người/km².